# Denis Istomin
Denis Istomin (Orenburg, 7 settembre 1986) è un tennista e allenatore di tennis uzbeko di origini russe.
In carriera ha conquistato due titoli in singolare e tre in doppio nel circuito maggiore ed è stato numero 33 del ranking ATP di singolare e 59 in doppio. Dal 2023 è il capitano della squadra uzbeka di Coppa Davis, nella quale ha esordito nel 2005.

## Carriera

### 2001-2005
Fa le sue prime due apparizioni tra i professionisti nel 2001 con due sconfitte al primo turno in un torneo Challenger e uno ITF in Uzbekistan. Torna a giocare nel 2004 quando diventa professionista e a novembre vince il primo titolo al torneo di doppio ITF Futures 	
China F2. Nel 2005 si aggiudica i primi titoli ITF in singolare e arrivano anche i primi titoli Challenger, a maggio vince il torneo di doppio al Fergana Challenger e ad agosto vince il singolare al Bukhara Challenger, risultato con cui entra per la prima volta nella top-200 del ranking ATP, alla 196ª posizione mondiale. A marzo aveva inoltre esordito nella squadra uzbeka di Coppa Davis nella sfida vinta 3-2 contro l'Indonesia, con due successi in singolare e una sconfitta in doppio.

### 2006
All'inizio del 2006 riceve una wild card per gli Australian Open, e al suo esordio nel circuito maggiore perde contro il numero 1 del mondo Roger Federer con il risultato di 2-6, 3-6, 2-6. Quell'anno si distingue soprattutto in doppio con 2 titoli Challenger e 3 ITF e a novembre sale alla 169ª posizione mondiale nel ranking. In singolare vince solo un torneo ITF senza fare sostanziali progressi in classifica, a maggio raggiunge la 186ª posizione e chiude l'anno al 200º posto.

### 2007
Nella prima parte del 2007, una serie di risultati negativi lo fa uscire dalla top 300 di singolare ad agosto. Vi fa rientra vincendo il Bukhara Challenger e chiude la stagione alla 230ª posizione dopo il successo al Karshi Challenger. Nonostante che in doppio non vinca alcun titolo, ad agosto porta il best ranking al 157º posto, ma chiude l'anno fuori dalla top 300.

### 2008
Torna a giocare all'Open d'Australia con una nuova wild card e vince il suo primo incontro nel circuito maggiore battendo in 4 set Lukáš Lacko, prima di cedere al secondo turno a Lleyton Hewitt in quattro set. A fine torneo rientra nella top 200. Continua l'ascesa in classifica con discreti risultati nei Challenger, in estate disputa 4 finali Challenger e vince le due di Bukhara e Karshi, tornei dove era campione uscente. Perde la finale al Challenger di Čerkasy dopo aver superato in semifinale il nº 91 del ranking Serhij Stachovs'kyj, primo top 100 sconfitto in carriera. In questo periodo torna a mettersi luce in doppio vincendo due tornei Challenger, fa rientro nella top 300 e a novembre risale alla 209ª posizione. A ottobre prende parte al torneo ATP di Mosca e viene eliminato al secondo turno da Fabrice Santoro dopo il successo sul nº 36 ATP Michael Llodra. Chiude l'anno con il nuovo best ranking alla 105ª posizione mondiale.

### 2009
Nel 2009 alterna gli impegni nel circuito ATP a quelli nei Challenger. A inizio stagione raggiunge il secondo turno agli Australian Open, dove viene eliminato da Gasquet, e all'ATP di Johannesburg; con questi risultati entra per la prima volta nella top 100, in 98ª posizione. A maggio fa il suo esordio al Roland Garros con una vittoria e viene eliminato al secondo turno dal futuro finalista Robin Söderling. Esce al secondo turno anche sull'erba del Queen's di Londra e raggiunge il suo primo quarto di finale ATP al successivo torneo di Eastbourne con i successi su Kevin Kim e Sam Querrey, e viene sconfitto da Dmitrij Tursunov che vincerà il titolo. Costretto al ritiro durante il match di primo turno contro Fognini al suo esordio a Wimbledon, a fine luglio porta il best ranking alla 57ª posizione. Sempre in luglio disputa la sua prima semifinale ATP nel torneo di doppio di Los Angeles. In singolare esce dalla top 100 quando vanno in scadenza i punti guadagnati nei Challenger l'estate precedente, ma fornisce buone prestazioni agli US Open, dove raggiunge il terzo turno, e a San Pietroburgo, dove perde nei quarti di finale contro Marat Safin. A ottobre vince i tornei di doppio nei Challenger di Mons e Tashkent e sale alla 114ª posizione mondiale.

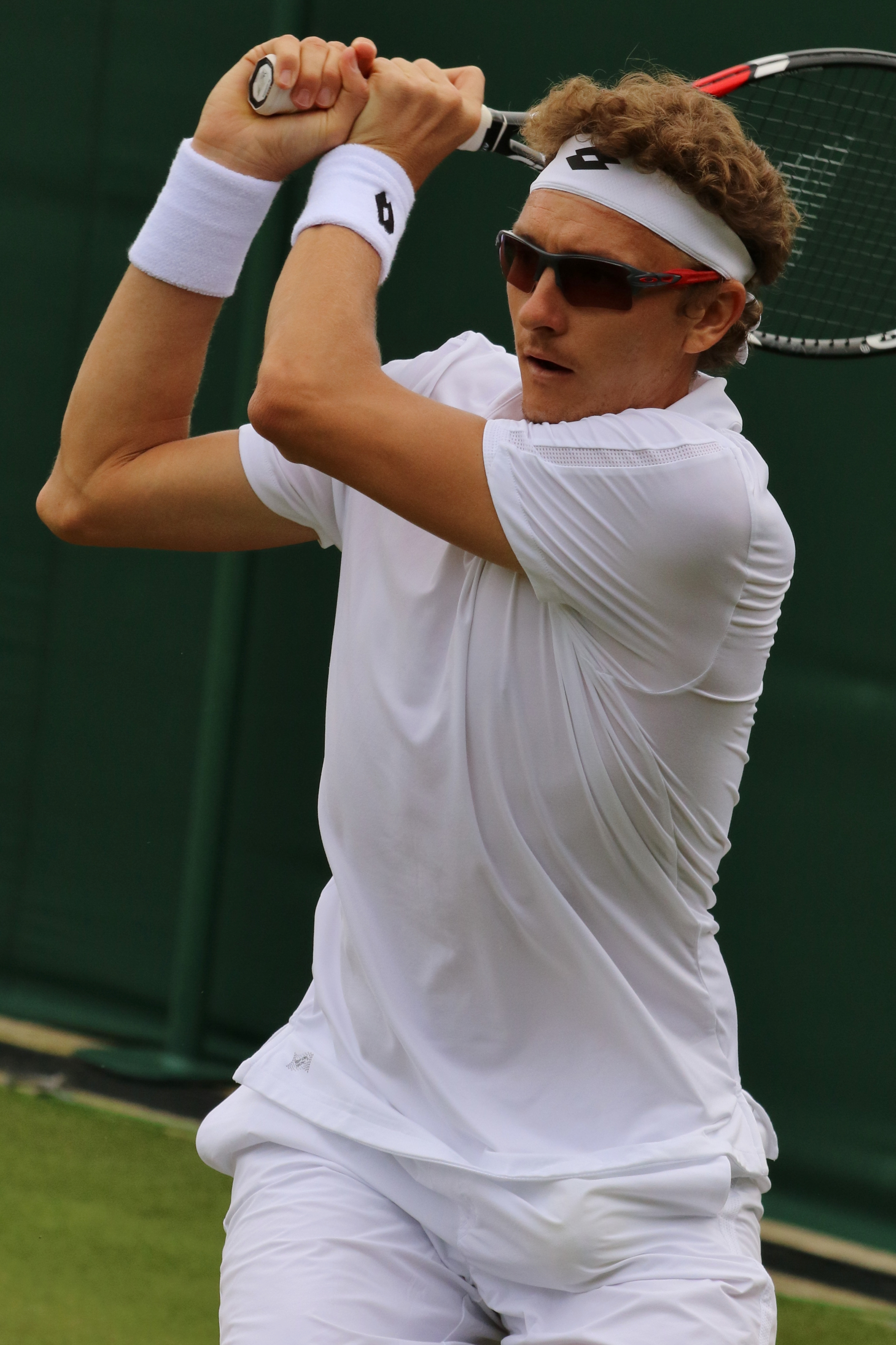
Denis Istomin nel 2016 a Wimbledon

### 2012
Nel 2012 fa il suo esordio olimpico ai Giochi di Londra, dove viene eliminato al terzo turno.

### 2015
Nel 2015 Istomin ha vinto il suo primo torneo in singolare, a Nottingham.

### 2017
Il 19 gennaio 2017 ottiene la sua vittoria più prestigiosa al secondo turno dell'Australian Open sconfiggendo il campione uscente Novak Đoković in 5 set dopo 4 ore e 48 minuti di gioco. Elimina anche Pablo Carreño Busta e perde al quarto turno contro Grigor Dimitrov in 4 set. Nel mese di ottobre conquista il suo secondo titolo ATP in singolare a Chengdu, approfittando del ritiro al primo set in finale di Marcos Baghdatis.

## Statistiche

### Singolare

#### Vittorie (2)
| Legenda                   |
| Grande Slam (0)           |
| ATP World Tour Finals (0) |
| ATP Masters 1000 (0)      |
| ATP World Tour 500 (0)    |
| ATP World Tour 250 (2)    |

| N. | Data           | Torneo                      | Superficie | Avversario in finale | Punteggio      |
| 1. | 28 giugno 2015 | Nottingham Open, Nottingham | Erba       | Sam Querrey          | 7-6(1), 7-6(6) |
| 2. | 1 ottobre 2017 | Chengdu Open, Chengdu       | Cemento    | Marcos Baghdatis     | 3-2 rit.       |

#### Finali perse (3)
| Legenda                   |
| Grande Slam (0)           |
| ATP World Tour Finals (0) |
| ATP Masters 1000 (0)      |
| ATP World Tour 500 (0)    |
| ATP World Tour 250 (3)    |

| N. | Data             | Torneo                                | Superficie  | Avversario in finale | Punteggio     |
| 1. | 28 agosto 2010   | ATP New Haven, New Haven              | Cemento     | Serhij Stachovs'kyj  | 6-3, 3-6, 4-6 |
| 2. | 19 febbraio 2012 | Pacific Coast Championships, San Jose | Cemento (i) | Milos Raonic         | 6(3)-7, 2-6   |
| 3. | 4 agosto 2018    | Austrian Open Kitzbühel, Kitzbühel    | Terra rossa | Martin Kližan        | 2-6, 2-6      |

### Doppio

#### Vittorie (3)
| Legenda                   |
| Grande Slam (0)           |
| ATP World Tour Finals (0) |
| ATP Masters 1000 (0)      |
| ATP World Tour 500 (0)    |
| ATP World Tour 250 (3)    |

| N. | Data            | Torneo                     | Superficie  | Compagno          | Avversari in finale                | Punteggio         |
| 1. | 20 ottobre 2013 | Kremlin Cup, Mosca         | Cemento     | Michail Elgin     | Ken Skupski Neal Skupski           | 6-2, 1-6, [14-12] |
| 2. | 9 febbraio 2014 | Open Sud de France, Parigi | Cemento (i) | Nikolaj Davydenko | Marc Gicquel Nicolas Mahut         | 6-4, 1-6, [10-7]  |
| 3. | 2 agosto 2015   | Swiss Open Gstaad, Gstaad  | Terra rossa | Aljaksandr Bury   | Oliver Marach Aisam-ul-Haq Qureshi | 3–6, 6–2, [10–5]  |

#### Finali perse (2)
| Legenda                   |
| Grande Slam (0)           |
| ATP World Tour Finals (0) |
| ATP Masters 1000 (0)      |
| ATP World Tour 500 (1)    |
| ATP World Tour 250 (1)    |

| N. | Data              | Torneo                               | Superficie  | Compagno       | Avversari in finale             | Punteggio   |
| 1. | 7 ottobre 2012    | China Open, Pechino                  | Cemento     | Carlos Berlocq | Bob Bryan Mike Bryan            | 3–6, 2–6    |
| 2. | 22 settembre 2013 | St. Petersburg Open, San Pietroburgo | Cemento (i) | Dominic Inglot | David Marrero Fernando Verdasco | 6(6)–7, 3–6 |